# Grafische Erzählstrategien
Grafische Erzählstrategien sind bei Comics die Möglichkeiten, zeitliche Abläufe mit den Mitteln der Bild- und Seitengestaltung räumlich darzustellen. Der Begriff „grafische Erzählstrategien“ wurde von Michael Wittmann in „Jack Kirby – grafische Erzählstrategien“ in Comic Forum Nr. 65 (1994), S. 42–46, eingeführt.

## Grundsätzliche Überlegungen
Comic ist ein Medium, das in den einzelnen Panels einerseits nur Augenblicke statisch darstellen kann (es ist damit der Fotografie, dem Gemälde und der Skulptur vergleichbar), andererseits Abläufe in der Zeit erfahrbar machen will (wie in Film, Musik, Theater, Hörspiel und Literatur). Literatur und Hörspiel überlassen dem Leser die Visualisierung, im Comic dagegen muss der Leser die Zeitabläufe entschlüsseln.
Jedes Panel stellt einen Zeitraum dar. Die Panelrahmen stellen seine Zeitgrenzen dar. Die zwischen den Panels (also im Gutter) ablaufende Zeit wird vom Leser ergänzt:
- aufgrund der Unterschiede zwischen den Panels,
- aufgrund seiner Erfahrung über die Dauer von Vorgängen (tropfender Wasserhahn, anzünden einer Zigarette) und
- aufgrund textlicher Hinweise („am nächsten Tag“) oder
- aufgrund grafischer Anhaltspunkte (Farbänderung bei Tag-Nacht-Übergang).

Obwohl ein Panel scheinbar nur einen Augenblick darstellen kann, lassen akustische Informationen (Monologe, Dialoge, Geräusche) für den Leser Zeit verstreichen. Im Fall „stummer“ Panels ohne Textinformation kann der Zeitraum nicht immer genau eingegrenzt werden. Panels mit Text oder Geräuschen nehmen mindestens den Zeitraum ein, der dafür in der Erfahrungswelt des Lesers benötigt wird.

## Strategien
Um eine Geschichte so zu erzählen, dass sie vom Leser nachvollzogen werden kann, muss die Kontinuität von Zeit, Raum oder Logik gewahrt bleiben:
- Der Ablauf in der Zeit spiegelt sich in der Reihenfolge der Sprechblasen und der Panels wider.
- Die Kontinuität des Raumes bleibt innerhalb einer Sequenz dadurch gewahrt, dass genügend Hinweise gegeben werden, so dass der Leser die räumlichen Zusammenhänge rekonstruieren kann.
- Wenn Zeit und Raum „springen“, muss wenigstens ein logischer Zusammenhang hergestellt werden (z. B. Totale Weißes Haus - Zimmer mit amerikanischem Präsidenten)

### Leserichtung
Um den chronologischen Ablauf einer Handlung oder einer Geschichte rekonstruieren zu können, muss der Leser eines Comics Textteile (Sprech- und Denkblasen, Kommentare) und Panels in einer bestimmten Reihenfolge erfassen. Diese Reihenfolge ist zunächst durch die kulturell bedingte Leserichtung festgelegt. In Europa zum Beispiel von links nach rechts und von oben nach unten, in Japan von rechts nach links. Die folgenden Beispiele beziehen sich stets auf das „europäische“ Leseraster.

#### Bildgestaltung
Innerhalb eines Panels wird zwar nur ein Augenblick dargestellt, trotzdem kann die Reihenfolge der Betrachtung der einzelnen Elemente geleitet werden:
- Die einzelnen Bildelemente ziehen aufgrund ihres Signalcharakters die Aufmerksamkeit sehr stark an, sie werden als erstes wahrgenommen. Besonders wirksam sind Kontrastfarben, Gesichter, und grafisch auffällig gestaltete lautmalerische Worte.

- Hauptlinien der Bildkomposition leiten den Blick des Betrachters weiter.

| *Die Textblasen werden so angeordnet, dass der Text von links oben nach rechts unten in einem logischen Zusammenhang gelesen werden kann. Dabei wird in der Regel darauf geachtet, dass die sprechenden Personen in der gleichen Reihenfolge angeordnet werden, so dass ein Überkreuzen der Zuordnungselemente vermieden wird: | *Werden in einem Dialog Rede und Gegenrede mehrmals miteinander ausgetauscht, lässt sich die Reihenfolge durch Überschneidungen und mehrfache, zusammenhängende Sprechblasen darstellen |
| | |

#### Seitenlayout
| Grund-Leseraster: | Enthalten einige Panels einer Seite grafische Elemente, welche die Aufmerksamkeit stärker anziehen als andere, kann durch die Ablenkung von der beabsichtigten Leserichtung der logische Handlungsablauf gestört werden: |
|                   | |

Dem kann durch Anwendung der Prinzipien der Gestaltpsychologie entgegengesteuert werden. Das visuelle Wahrnehmungssystem des Menschen versucht mehrere Objekte bestimmter Eigenschaften zu Gruppen zusammenzufassen.
| *Durch die Ziegelmauer-Anordnung der Panels wird die Zusammenfassung der Panels zu Zeilen unterstützt. | *Übergreifende Textelemente: Im Beispiel werden zwei Panels in Leserichtung durch ein lautmalerisches Wort und Verteilung des gesprochenen Satzes auf zwei Sprechblasen verknüpft. Die beiden Panels folgen in der Handlungszeit unmittelbar aufeinander. | *Hinweispfeile: In manchen Fällen führt das Layout zu einer Fehldeutung (gelbe Pfeile) der Leserichtung. Dies wird vom Leser erst dann bemerkt, wenn er aus dem Dialogtext keinen logischen Zusammenhang erkennen kann. Als Hilfe zur Identifizierung der vom Autor beabsichtigten Leserichtung werden Hinweispfeile (rot) eingefügt. (Die ist in der Regel ein Mangel der Fähigkeit des Autors, die Mittel des Comics richtig anzuwenden.) |
| | | |
| | | Siehe dazu aber auch Astérix et Cleopatre, Seite 21, Panel 1, 2 und 3: Hier ist aufgrund der Sprechblasenanordnung die Leserichtung eindeutig, trotzdem werden „zur Sicherheit“ noch Hinweispfeile eingefügt. |

| *Farbe und Textur: In diesem Beispiel stellt der Autor zwei parallele Ereignisse dar: Ein Mann stürzt von einem Hochhaus auf die Straße. Der Sturz wird in drei Phasen in den Panels 2, 4 und 6 aus einer Sicht hoch über den Häusern dargestellt, die durch einheitliche Farbgebung (Virage) für den Leser als Einheit wirken. Die Häuserschlucht erstreckt sich über alle drei Panels (Splitpanel), die Perspektive erzwingt die Leserichtung entsprechend der Fallrichtung von rechts oben nach links unten. In den übrigen Panels werden gleichzeitig stattfindende Straßenszenen dargestellt, die sich in ihrer Farbgestaltung von den Panels der Fallszene durch ihre Buntheit unterscheiden. Ein weiteres Indiz für die Gruppierung der Panels ist die Verwendung von Sprechblasen in den Straßenszenen und gesprochenem Text (aus dem Off) in rechteckigen Inserts. |

### Zeit
Die Panelrahmen als Zeitgrenzen eines Augenblicks sind Indikatoren für die Unterteilung der Zeit. Zwischen den Panels läuft die Zeit weiter.

#### Stillstand
Werden Teile des Panelrahmens weggelassen, kann damit Zeitlosigkeit dargestellt werden. (Dabei kommt es allerdings auf den Kontext an, da fehlende Rahmen auch ein Mittel der räumlichen Gestaltung sein können. Siehe bei Panelrahmen) Kommentierende oder erklärende Texte ohne Rahmen werden oft zwischen zwei Panels eingeschoben, um anzudeuten, dass während des Lesens dieses Textes die Handlung nicht weiterläuft, die Zeit also stehen bleibt.
|  |

### Innere Zustände und innere Handlung
Wie für alle anderen Medien ist es auch für den Comic eine Herausforderung, Unsichtbares zu artikulieren und „Seelische Landschaften“ darzustellen.
In Medien, die Bewegungen vermitteln können, wie Theater und Film, erfolgt zum größten Teil die Information über Gemütszustände wie Wut, Trauer, Zorn und Freude nonverbal über die Körpersprache wie Mimik und Gestik. Im statischen Medium Comic kann der Zeichner diese Affekte nur im „eingefrorenen“ Zustand wiedergeben. Besonders ausdrucksstark erfolgt dies in den Funnys durch übertriebene Darstellung des Gesichtsausdrucks und der Körperhaltung, ergänzt und unterstützt durch weitere Zeichen. Je realistischer der Stil eines Comics ist, umso weniger ausgeprägt kann die Darstellung sein.

#### Schrift
Bis in die 70er Jahre wurden im deutschen Sprachraum die Texte mit der Maschine geschrieben (Maschinen-Lettering), auch wenn bei Übersetzungen die Vorlagen von Hand gelettert waren. Bei Asterix ist das bei den billigeren Softcover-Ausgaben bis heute der Fall. Ein Vergleich zum Beispiel der französischen Album-Ausgabe von Obélix et Compagnie mit der deutschen Ausgabe zeigt die Vorteile des von Hand gestalteten Textes:
- Der Text passt genau in die Textblase, unschöne leere, weiße Flächen oder Überschneidungen mit dem Rand werden vermieden.
- Der Schriftzug ist in manchen Fällen der besonderen Situation angepasst geschwungen, wirkt dynamisch. (Seite 29, Panel 3).
- Die Gestaltung der einzelnen Buchstaben ist individuell und wirkt lebendig.

Schriftgröße und -stärke kann Betonung oder Lautstärke wiedergeben.
Schriftart und Schriftfarbe kann Sprecher oder seinen Gemütszustand charakterisieren.
Vielgestaltig sind die Schriftarten in der Albenreihe Valerian und Veronique von J.-C. Mezières und Pierre Christin: Jeder Alien enthält entsprechend seiner Herkunft andere Schriftzeichen.
Beispiele aus Obélix et Compagnie
- Die Eifersucht der Jungen Gattin von Methusalix wird durch grünen, ihr Flirten mit Obelix durch rosaroten Text in den Sprechblasen dargestellt. (Seite 27 und 28)
- Zittrige Buchstaben symbolisieren die Angst des römischen Legionärs vor Obelix (Seite 15, Panel 11).
- Der laute Befehlston drückt sich in großer, fetter Schrift und geraden Großbuchstaben aus (Seite 5, Panel 7).
- Die Buchstaben des lautmalerischen Wortes „CRAAC!“ sind zerbrochen (Seite 27, Panel 7).

#### Bildsymbole
Symbole sind wahrnehmbare Zeichen oder Sinnbilder (ein Gegenstand, eine Handlung, ein Vorgang), die für etwas Nichtwahrnehmbares, auch Gedachtes oder Geglaubtes, stehen. In Comics treten sie als Ergänzung des Textes oder ersetzen ihn sogar. 

Symbole der Mimik

- Bildliche Symbole sind zum Beispiel Gesichter, deren Mimik ein bestimmtes Gefühl ausdrückt oder Flaggen, die für ein bestimmtes Land stehen, Friedenstaube, leuchtende Glühbirne für das „Licht, das einem aufgeht“, Sternchen, „die vor Augen tanzen“, Explosionswolken.

- Nichtbildliche Symbole sind abstrakte Zeichen. Sie können sich aus Bildern entwickelt haben. Hierzu gehören auch die Denk- und Sprechblasen.
  - Satzzeichen allein für Gefühle fragendes Erstaunen („!?“ für fragendes Erstaunen, „…“ für Sprachlosigkeit.)
  - Onomatopöien
  - Buchstaben: „zzzzzzz“ für Schlaf
- zwischen diesen beiden Symbolarten gibt es alle möglichen Übergänge des Abstraktionsgrades. Je abstrakter das Symbol ist, umso allgemeingültiger wird es. Deshalb findet man in den realistischen Comics weniger Symbole als in den abstrakteren Funnys.
  - Piktogramme: Tropfen, Blitze, Sternchen, Bläschen (zur Darstellung von Trunkenheit), zerplatzende Bläschen, Rauchwölkchen, Rauchspiralen. Der Zeichenvorrat der nichtbildlichen Symbole lässt sich zum Teil aus stehenden Redewendungen oder Verbalisierungen des Gemütszustandes ableiten. („vor lauter Schmerz Sternchen sehen“, „rauchende Wut“, „vor Wut zerplatzen“, „wie eine Seifenblase zerplatzen“).

Übergänge im Abstraktionsgrad

- - Korona: Das Beispiel zeigt verschiedene Abstraktionsgrade beim Symbol „Schweißtropfen“ für „Angst“ von den noch realistisch herabrinnenden Tropfen zu einer „Korona“ aus Strichen. In realistischen Comics können Schweißtropfen nur bei Naheinstellung gezeigt werden. Dieser Nachteil wird vor allem in Funnys dadurch ausgeglichen, dass die Schweißtropfen außerhalb der Figur dargestellt werden. Diese Korona (bei Heiligenbildern auch eine Gloriole oder Heiligenschein) macht die geistige oder seelische „Ausstrahlung“ sichtbar. Je nach Mimik werden mit ihr ganz verschiedene Gemütsbewegungen dargestellt, die durch Verwendung bestimmter Piktogramme verdeutlicht werden. Wenn eine Korona nur aus einfachen Strichen besteht, kann sie für viele verschiedene innere Zustände stehen, ihre Bedeutung wird dann erst im Zusammenhang mit Mimik und Text deutlich. Schrauben- und Wellenlinien als Kürzel für Rauch oder gezackte Linien als Kürzel für Blitze symbolisieren Wut oder Schmerz.
  - Aktionslinien (Speedlines): Bewegungsstriche parallel zur Kontur zeigen nicht nur als Kürzel für Phasenzerlegung Bewegung im Raum, sondern auch innere Bewegtheit an.

Für den Comiczeichner sind diese grafischen Kürzel und Zeichen die Buchstaben eines Alphabets, die er zu Worten und Sätzen zusammenfügt. Die Bedeutung muss aber der Leser erst entschlüsseln.
Beispiele aus Astérix Legionaire:
- Satzzeichen („!?“) ohne weiteren Text für fragendes Erstaunen in einer Sprechblase (nicht in einer Denkblase!) (Seite 7, Panel 4)
- Herzchen mit Speedlines, die wie eine Explosion von Obelix’ Kopf weggehen, für Verliebtheit (Seite 11, Panel 8);
- Herzchen mit Sternchen, kleinen Blasen und kleinen geplatzten Blasen und zwei gewellten Speedlines stellen die sprachlose, trottelige Verliebtheit dar (Seite 11, Panel 9).
- Ein zerbröselndes Herz für die geplatzten Liebesträume (Seite 12 Panel 6).
- Die Sprache eines Ägypters wird ausschließlich durch Symbole dargestellt, die an die ägyptische Hieroglyphen, die ja eine Bilderschrift darstellen, erinnern sollen. Allerdings werden Symbole verwendet, die nicht dem Zeichenvorrat der Antike zuzurechnen sind, sondern der modernen Welt (siehe Anachronismus). (Seite 18, Panels 7 und 8)
- Aufwachen aus tiefer Versunkenheit in Gedanken durch eine zerplatzende Seifenblase symbolisiert (Seite 7, Panel 4).
- Ein Koch überspielt vorerst seine Wut mit übertriebener Freundlichkeit: zwitschernde Vögelchen und Blümchen begleiten den Text. (Seite 25, Panel 4 und 5)

Beispiel aus Obélix et Compagnie:
- Wut und Zorn werden in den Textblasen mit einer schwarzen Gewitterwolke, Totenkopf und gekreuzten Knochen, geballter Faust, Spirale oder asiatisch anmutenden Schriftzeichen dargestellt (Seite 21, Panel 5, 9 und 10).

Beispiele aus Astérix et Cleopatre
- Wut: Drachen (Seite 13 Panel 10)
- Die Magenschmerzen des vergifteten Vorkosters stellen drei Kohlefeuer dar (Seite 29, Panel 5).
- Ohnmacht: Sternchen, kleine Planeten oder kleine Vögel umschwirren den Kopf des Ohnmächtigen auf durch elliptische speedlines angedeuteten Bahnen. (Seite 37 Panel 7).
- komplexere Symbole für Schlag, Explosion, Zusammenprall: Sternchen, speedlines, Explosionswolke, auch begleitet von lautmalerischen Worten. (Seite 37, Panel 5).

Beispiele zu Sprachsymbolen aus Astérix et Cleopatre:
- Die Sprache von Kleopatra wird zunächst durch Symbole dargestellt, die dem Zeichenvorrat der ägyptischen Hieroglyphenschrift entstammen. (Seite 6, Panel 1)
- Im Verlauf des Albums wird der Zeichenvorrat durch zusätzliche „sprechende“ Symbole angereichert, so dass der Dialog der Ägypter entschlüsselbar ist. (Seite 17, Panel 6)
- Auch Obelix verwendet diese Symbole- im Gegensatz zur korrekten Aussprache des Übersetzers wird sein Radebrechen durch die entsprechenden vereinfachten und schlechter gezeichneten Symbole dargestellt (Seite 19, Panel 6 und 7).

Beispiele zu Speedlines aus Astérix et Cleopatre:
- frierender Matrose (Seite 9, Panel 1)

Beispiele zur Korona aus Astérix et Cleopatre:
- Freude (Seite 7, Panel 4 und 9), Erstaunen (Seite 9, Panel 6), Erschrecken (Seite 10, Panel 4), Kraft (Seite 16, Panel 9), Erkenntnis (Seite 18, Panel 1), Schamhaftigkeit (Seite 28, Panel 6)
- zornige Kleopatra in (Seite 5, Panel 2, 5, 6 und 8 oder Seite 44, Panel 2 bis 7)
- Ein schmerzender Körperteil strahlt verschiedenfarbige Sternchen mit gewellten Bewegungslinien ab.

#### Sprechblase
Sprechblasen können nicht nur das einfache gesprochene Wort wiedergeben, sondern darüber hinaus weitere Informationen über den Sprechakt liefern.
Farbige Sprechblasen treten in Astérix et Cleopatre bei ägyptisch sprechenden Personen auf, deren Sprechblasen nur Hieroglyphen enthalten. Da sehr viele verschiedene Personen in Hieroglyphen sprechen und der Farbvorrat begrenzt ist, werden für verschiedene Personen die gleichen Farben verwendet. Beispiele:
- grün für den Ägyptischen Kapitän (Seite 9, Panel 2) und den von Idefix gejagten ägyptischen Hund (Seite 17, Panel 9)
- gelb für den eifersüchtigen Architekten-Konkurrenten von Numerobis, Amonbifis, und seinen Diener (Seite 13 Panel 11), für den Übersetzer und Obelix (Seite 19, Panel 6 und 7)

Formen:
- gezackt: heftige Wut (Astérix et Cleopatre, Seite 8, Panel 6), Erschrecken Seite 33, Panel 8)